# 米羅 (巴塞隆納伯爵)
米羅一世（約926年—966年），巴塞隆納伯爵、奧索納伯爵及基羅納伯爵（947年—966年）。
米羅一世是巴塞隆納、奧索納、基羅納伯爵桑耶爾與圖盧茲的里希爾達的長子。
當他的父親桑耶爾於947年退位。米羅一世與他的弟弟博雷爾二世一同成為巴塞隆納伯爵及共同統治 。博雷爾主要負責軍事和外交，而米羅則負責內政。
米羅向聖庫加特德爾瓦萊斯修道院捐款，據說在他統治期間，他開始建造巴塞隆納舊式引水壕溝將貝索斯河的水引向巴塞隆納城牆。 事實上，引水壕溝是將古羅馬水道重建，現在的雷戈米爾街的名字讓人想起巴塞隆納舊式引水壕溝曾經經過的地方。 